# Chế độ tam viện
Chế độ tam viện là chế độ có ba cơ quan lập pháp hoặc nghị viện. Khác với quốc hội đơn viện và quốc hội lưỡng viện, quốc hội tam viện xuất hiện ít hơn rất nhiều trong lịch sử.

## Các loại Tam viện
Một loại chế độ tam viện gây tranh cãi là một loại có hai cơ quan lập pháp, được bầu hoặc bổ nhiệm riêng rẽ, và cơ quan thứ ba bao gồm tất cả các thành viên của cả hai, họp cùng nhau sau cùng. Trong những trường hợp được coi là chế độ tam viện, chẳng hạn như Quốc hội Tynwald của đảo Mann và Quốc hội Iceland (từ 1874 đến 1991), thường có một vai trò liên tục, rõ ràng cho một viện thống nhất, được phân biệt rõ ràng với chế độ lưỡng viện.
Hiện tại, không có quốc gia nào trên thế giới đang sử dụng hệ thống tam viện. Tuy nhiên, trong lịch sử đã từng ghi nhận hệ thống tam viện ở Cộng hòa La Mã, Cộng hòa Liên bang Xã hội chủ nghĩa Nam Tư...

## Các chế độ tam viện

### Cộng hòa La Mã

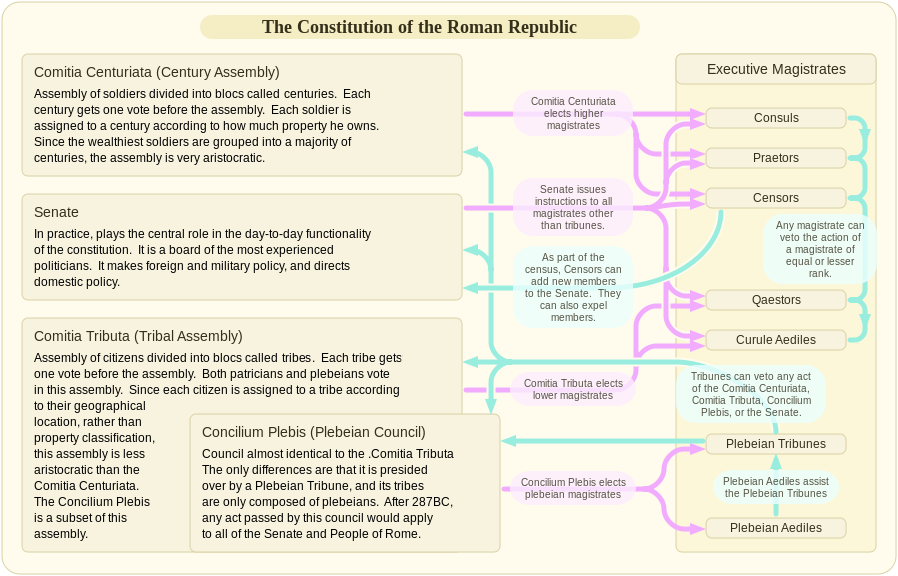
Hiến pháp Cộng hòa La Mã

Cộng hòa La Mã có ba hội đồng lập pháp làm việc với Viện nguyên lão La Mã của giai cấp quý tộc. Bao gồm các:
- Hội đồng Centuria (Quân đội)
- Hội đồng Plebeia (Nhân dân)
- Hội đồng Bộ lạc (Quý tộc và Nhân dân)

Thượng viện và các hội đồng làm việc cùng nhau để bổ nhiệm các quan tòa, ban hành luật và các vấn đề về lãnh thổ.

### Liên minh Châu Âu
Mặc dù không phải một chính thể độc lập, Liên minh châu Âu đôi khi được coi là một tổ chức tam viện, bao gồm Nghị viện châu Âu, Hội đồng châu Âu và Ủy ban châu Âu. Tuy nhiên, quyền hạn của các viện là khác nhau và Ủy ban đôi khi được coi là một cơ quan hành pháp, nên nó có thể được xem là tam viện hoặc lưỡng viện .

### Cộng hòa Nam Phi
Năm 1983, chính phủ Apartheid của Nam Phi đưa ra hiến pháp quy định cơ quan lập pháp tam viện. Vào ngày 2 tháng 11, khoảng bảy mươi phần trăm dân số da trắng của đất nước đã bỏ phiếu ủng hộ những thay đổi – người Nam Phi da đen không được hỏi ý kiến – và theo đề xuất, họ tiếp tục bị từ chối đại diện vì trên lý thuyết họ là công dân của Bantustan.
Chế độ tam viện của Nam Phi trước đây được chia ra làm ba viện, đại diện cho các chủng tộc:
- Hội đồng quốc gia – 178 thành viên, dành riêng cho người da trắng
- Viện dân biểu – 85 thành viên, dành cho người da màu, hoặc hỗn hợp chủng tộc
- Hội đồng đại biểu – 45 thành viên, dành cho người Ấn Độ ở Nam Phi

Việc thành lập quốc hội tam viện đã gây tranh cãi trên hai mặt trận. Một mặt, nhiều người da trắng theo chủ nghĩa bảo thủ hoàn toàn không thích ý tưởng cho phép những người không phải da trắng tham gia vào Nghị viện. Tranh chấp là một yếu tố dẫn đến việc thành lập Đảng Bảo thủ, một đảng ly khai khỏi Đảng Quốc gia đang lấn át hơn. Mặt khác, nhiều người da màu và người châu Á cho rằng hệ thống này là giả tạo, nói rằng các viện dành riêng cho họ vô nghĩa và không có quyền hạn.